# Lichid
Un lichid este o substanță aflată în stare de agregare intermediară între starea solidă și cea gazoasă. Într-un câmp de forțe gravitațional sau inerțial curge și ia forma vasului în care se află. 

## Proprietăți
Lichidul prezintă culoare, miros, viscozitate etc.

## Lichid respirabil
Respirarea lichidului este o formă de respirație în care organismul respiră un lichid îmbogățit cu oxigen (perfluorocarbură) în loc de aer.

## Vezi și
- Lista paginilor care conțin în titlu termenul „Lichid”